# フェルクリンゲン
フェルクリンゲン (Völklingen) は、ドイツ連邦共和国ザールラント州の州都ザールブリュッケン近郊の街。世界遺産に登録されているフェルクリンゲン製鉄所があることで知られている。